# Gina Ortiz Jones
Gina Maria Ortiz Jones (nacida el 1 de febrero de 1981) es una política estadounidense que se ha desempeñado como alcaldesa de San Antonio, Texas, desde junio de 2025. También es una veterana de la Fuerza Aérea que se desempeñó como subsecretaria de la Fuerza Aérea desde julio de 2021 hasta marzo de 2023.
Jones fue la candidata demócrata de 2018 para el 23.ᵉʳ distrito congresional de Texas, perdiendo por poco frente al actual republicano Will Hurd . Se postuló nuevamente para el escaño en 2020, ganó las primarias demócratas y fue derrotada por el veterano de la Armada, Tony Gonzales, en las elecciones generales. Después de su segunda derrota, se desempeñó como subsecretaria de la Fuerza Aérea en la administración Biden de 2021 a 2023.
Se postuló para la alcaldía de San Antonio en las elecciones de 2025. En las elecciones generales del 3 de mayo, Jones avanzó a la segunda vuelta del 7 de junio, junto con Rolando Pablos . Ella ganó la segunda vuelta, derrotando a Pablos por nueve puntos. Ella es la primera alcaldesa asiático-americana de una ciudad importante de Texas, la primera alcaldesa abiertamente gay de San Antonio y la primera alcaldesa de Texas en haber servido en la guerra. También es la primera alcaldesa desde 2005 que no ha servido anteriormente en el consejo municipal de San Antonio.

## Primeros años y educación
Nacida el 1 de febrero de 1981 en Arlington, Virginia, Jones creció en San Antonio, Texas, como hija estadounidense de primera generación de una madre soltera, Victorina Ortiz, una ilocano de Pangasinan, Filipinas . Su madre emigró a los EE. UU. y obtuvo un certificado de enseñanza. Jones tiene una hermana menor, Christi Ann.
Jones se graduó de John Jay High School en 1999. Obtuvo una beca de cuatro años del Cuerpo de Entrenamiento de Oficiales de Reserva de la Fuerza Aérea (AFROTC), que le permitió inscribirse en la Universidad de Boston . Se graduó con una licenciatura en estudios de Asia Oriental y economía y una maestría en economía conjuntamente en 2003.  Jones, que se declaró lesbiana desde la edad de 15 años, sirvió bajo la política militar de "don't ask, don't tell", por la cual corría el riesgo de perder su beca AFROTC si se revelaba su orientación sexual.
Posteriormente obtuvo una maestría en estudios globales e internacionales de la Universidad de Kansas en 2012 y otra maestría en artes y ciencias militares de la Escuela de Estudios Militares Avanzados de la Escuela de Comando y Estado Mayor del Ejército de los Estados Unidos en 2013.

## Carrera
Después de graduarse de la universidad, Jones se unió a la Fuerza Aérea de los Estados Unidos y se convirtió en oficial de inteligencia. Posteriormente fue enviada a Irak con el 18.º Grupo de Operaciones de Apoyo Aéreo, apoyando operaciones de apoyo aéreo cercano. Después de tres años de servicio activo y alcanzar el rango de capitán, Jones regresó a Texas en 2006, trabajando para una empresa de consultoría mientras cuidaba a su madre, que tenía cáncer de colon (del que finalmente se recuperó).
Luego regresó a trabajar como analista de inteligencia para el Comando África de los Estados Unidos en Alemania. En 2008, Jones se unió a la Agencia de Inteligencia de Defensa, donde se especializó en temas latinoamericanos; finalmente se convirtió en asesora especial del subdirector. En noviembre de 2016, se trasladó a la Oficina Ejecutiva del Presidente para desempeñarse como directora en la Oficina del Representante Comercial de los Estados Unidos . Habiendo servido previamente bajo presidentes de ambos partidos, Jones continuó en su puesto durante la administración Trump hasta junio de 2017, cuando dejó su puesto. Regresó a San Antonio para postularse para el Congreso.

### Campañas del Congreso

#### 2018
En 2017, Jones fue la primera demócrata en anunciar que competiría contra el representante republicano Will Hurd en el distrito congresional 23 de Texas, predominantemente hispano, que incluye gran parte de la frontera entre Texas y México. Hillary Clinton ganó el distrito por tres puntos en las elecciones presidenciales de Estados Unidos de 2016, y ningún partido había controlado el distrito clave durante más de dos mandatos consecutivos desde 2007.
Jones terminó primero en las primarias demócratas del 6 de marzo de 2018, obteniendo el 41 por ciento de los votos en un campo de cinco. El 22 de mayo se celebró una segunda vuelta electoral, que ganó Jones. Se enfrentó a Hurd en las elecciones generales del 6 de noviembre, en lo que se llamó la carrera al Congreso más competitiva del estado. Al 30 de junio, Jones había recaudado 2,2 millones de dólares, mientras que Hurd había recaudado 2,4 millones de dólares, además de los 1,5 millones con los que entró en la carrera. A falta de cuatro meses, Jones se acercaba al récord del distrito en recaudación de fondos electorales por parte de un demócrata (2,7 millones de dólares).
La cobertura mediática nombró a Jones como parte de varias "oleadas" de candidatos de diversos orígenes que se postularon como demócratas en 2018, incluidas mujeres, personas LGBT, y veteranos militares. Un artículo de Teen Vogue de marzo de 2018 señaló que, de ser elegida, Jones sería «la primera mujer de color abiertamente gay de Texas elegida para el Congreso, así como la primera veterana de la guerra de Irak en representar a Texas en el Congreso. También sería la primera mujer en representar al distrito 23 del Congreso de Texas».
Jones dijo que creía que la reforma del sistema de salud jugaría un papel importante en las elecciones. Ella y Hurd rompieron récords de recaudación de fondos.
Jones perdió ante Hurd por 1150 votos y admitió su derrota el 19 de noviembre.

#### 2020
En mayo de 2019, Jones lanzó una segunda campaña para el distrito 23 del Congreso de Texas. Ella recaudó más de un millón de dólares para su campaña, incluidos 100 000 dólares en las 24 horas posteriores al anuncio de Hurd en agosto de 2019 de que no buscaría la reelección. En octubre de 2019, The Texas Tribune informó que ella era la favorita en las primarias. En mayo de 2020, el PAC Win the Era del excandidato presidencial Pete Buttigieg respaldó a Jones.
En las elecciones generales de noviembre, el candidato republicano Tony Gonzales derrotó a Jones por cuatro puntos porcentuales.

### Subsecretaría de la Fuerza Aérea
Jones fue confirmada como subsecretaria de la Fuerza Aérea de la administración Biden por el Senado el 22 de julio de 2021. Ella fue la sexta mujer en ostentar ese título, la primera mujer de color y la primera lesbiana. En ese puesto sus responsabilidades incluían la gestión de personal. Ella logró la implementación de una política revisada que regula cuándo una militar embarazada puede volar, en lugar de la prohibición total del servicio de volar durante el embarazo. Las mujeres embarazadas ya no tenían que esperar un año desde el final del embarazo para postularse a la Escuela de Entrenamiento de Oficiales de la Fuerza Aérea, sino que podían postularse mientras estaban embarazadas. Renunció como subsecretaria en febrero de 2023.

### Elecciones a la alcaldía de San Antonio de 2025
En diciembre de 2024, Jones anunció su candidatura a la alcaldía de San Antonio, Texas. Se unió a un campo abarrotado de candidatos debido a que el alcalde en ejercicio, Ron Nirenberg, no podía ir a reelección. El 3 de mayo de 2025, Ortiz Jones avanzó a la segunda vuelta electoral tras obtener el 27,2% de los votos. Recibió la mayor parte de los fondos de su campaña de donantes de fuera del estado y utilizó fondos de sus campañas anteriores al Congreso como contribución inicial. Ganaría con el 54,3% de los votos.

## Vida personal
Jones es ilocana, un grupo etnolingüístico filipino. Se identifica como lesbiana y su pareja es Angélica Cortez. Cortez acompañó a Jones a su ceremonia de investidura vespertina el 18 de junio de 2025.